# Barthélemy Pitrot
Pour les articles homonymes, voir Pitrot.
Barthélemy Pitrot est un acteur et danseur français né à Marseille le 30 janvier 1696 et mort à Bruxelles le 19 février 1752.

## Biographie
En 1720, il épouse à Bordeaux Nicole Clément.
Il a au moins trois fils.
- Antoine Pitrot né à Marseille le 31 mars 1727 et mort en 1792;

- (avec Jeanne Thérèse Lévêque) Jean-Baptiste Pitrot, né à Bordeaux le 22 mai 1729 et mort à Bruxelles le 4 janvier 1809)
- (avec Jeanne Thérèse Lévêque), Jean Bertrand Bernard Pitrot, né à Toulouse le 12 octobre 1730[2].

Il joue à Marseille en 1727 et en 1728, à Avignon en 1735 et en 1747, à Bruxelles en 1751 et en 1752, où il meurt.